# Kentau
Kentau – miasto w południowym Kazachstanie, w obwodzie turkiestańskim. W 2009 roku liczyło 57 121 mieszkańców. Miasto jest ośrodkiem wydobycia i wzbogacania rud cynku i ołowiu. Funkcjonuje tutaj przemysł maszynowy, elektrotechniczny i spożywczy. 

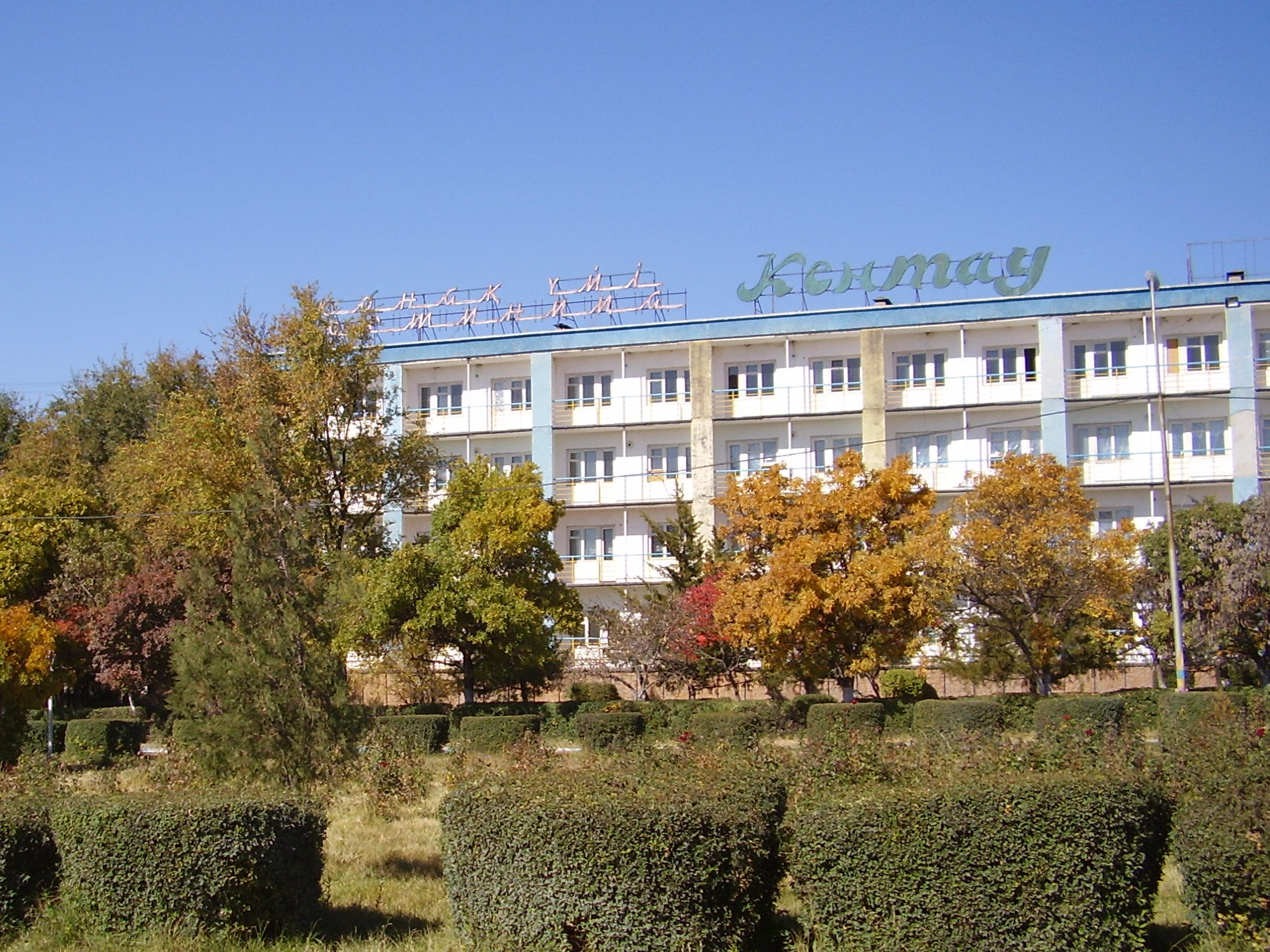
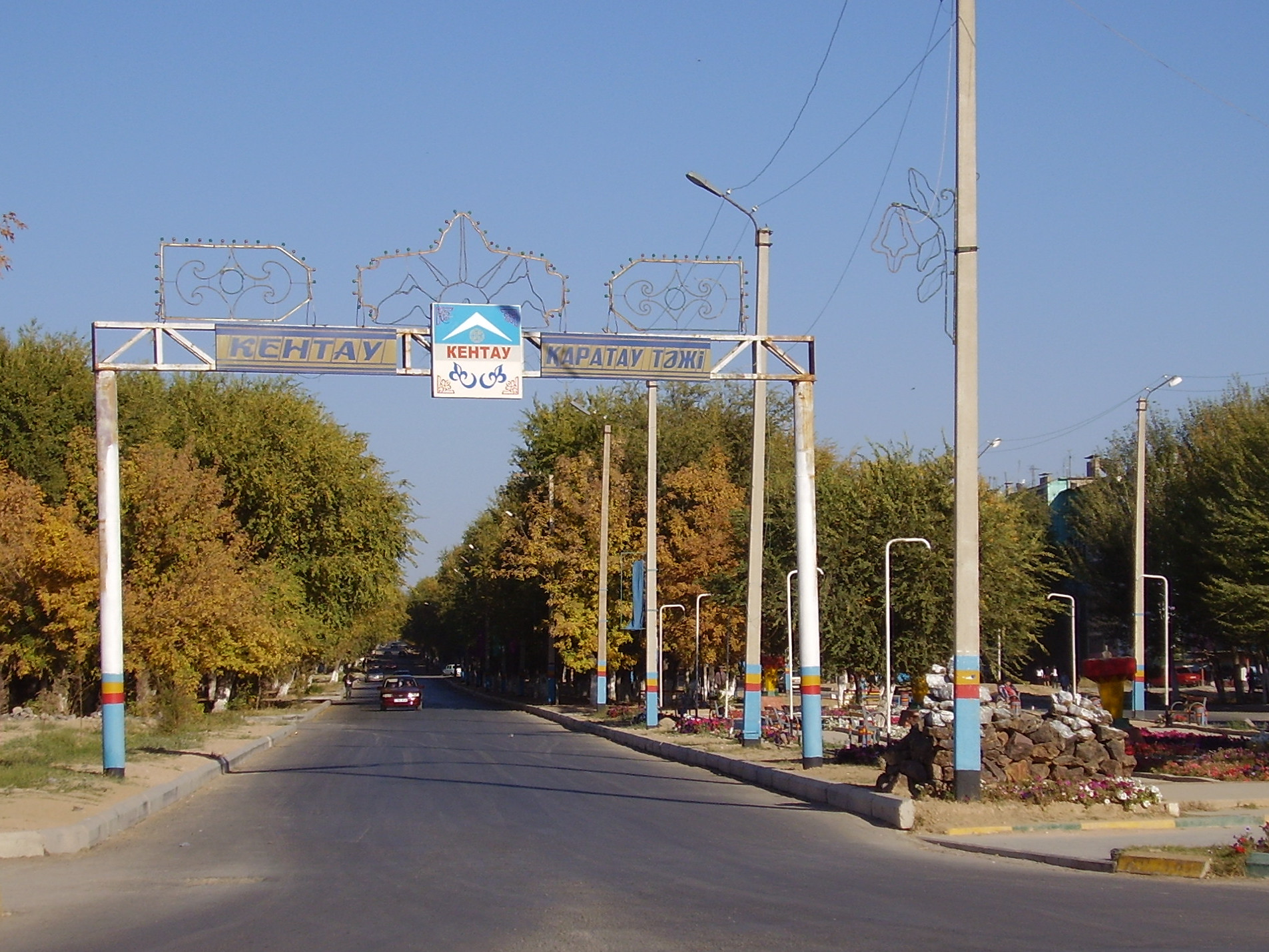
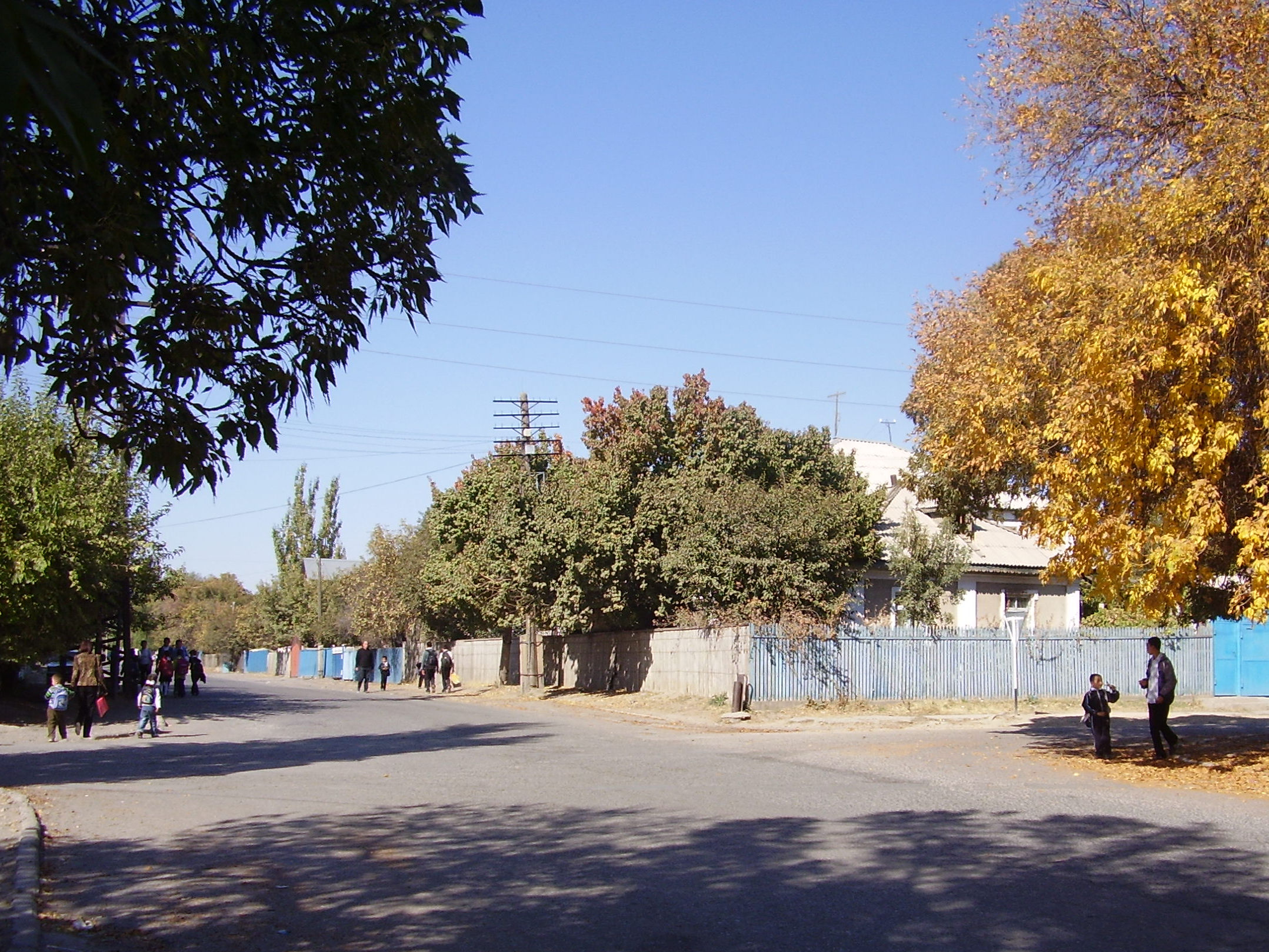